# イバン・マルティン
イバン・マルティン・ヌニェス（Iván Martín Núñez、1999年2月14日 - ）は、スペイン・ビルバオ出身のサッカー選手。ジローナFC所属。ポジションはMF。

## クラブ経歴
2019年1月17日、コパ・デル・レイのRCDエスパニョール戦でビジャレアルCFでのトップチームデビューを果たした。
2021年7月21日、デポルティーボ・アラベスへのレンタル移籍が発表された。翌年1月27日、出場機会が少なかったため、アラベスへのレンタルを打ち切り、ジローナFCに2021-22シーズン終了までレンタル移籍をした。
2023年7月22日、ジローナFCへ完全移籍し、3年契約を結んだ。